# Dendrophylax lindenii
Dendrophylax lindenii (Lindl.) Benth. ex Rolfe, 1888 è una pianta della famiglia delle Orchidacee, diffusa nella zona tropicale del Nuovo Mondo.

## Descrizione
È una orchidea epifita, priva di pseudobulbi, con fusti a crescita monopodiale, ossia con un solo "piede" vegetativo.
È priva di foglie e la fotosintesi clorofilliana è svolta principalmente dalle radici aeree.

I fiori, molto odorosi soprattutto durante la notte, sono di colore bianco e presentano un lungo sperone nettarifero situato alla base del labello.

## Riproduzione
Si riproduce grazie alla impollinazione entomofila da parte della farfalla notturna Cocytius antaeus della famiglia Sphingidae. Le larve di questo lepidottero hanno come pianta nutrice Annona glabra, albero a cui D. lindenii è spesso associata.

## Distribuzione e habitat
Il suo areale è ristretto alla Florida sud-occidentale, a Cuba ed altre isole dei Caraibi.
Cresce preferenzialmente sui rami di Annona glabra (Annonaceae), ma può occasionalmente svilupparsi anche su cipressi, querce, e palme (in particolare Roystonea regia).

## Tassonomia
Descritta originariamente da John Lindley come Angraecum lindenii la specie è stata successivamente assegnata al genere neotropicale Polyrrhiza e quindi recentemente al genere Dendrophylax.

## Riferimenti nella cultura
Questa specie è stata resa popolare negli USA dal libro della scrittrice statunitense Susan Orlean Il ladro di orchidee (The Orchid Thief) e dall'omonimo film di Spike Jonze.